# ساچیکو کامیمورا
ساچیکو کامیمورا (انگلیسی: Sachiko Kamimura؛ زادهٔ) تصویرگر، و پویانما اهل ژاپن است.